# 암살교실
《암살교실》(일본어: 暗殺教室 안사쓰쿄시쓰[*])은 마츠이 유세이의 만화 시리즈이다. 갑자기 담임이 된 달을 70% 폭파한 문어형 생물과 지구가 파괴되는것을 막기 위해 담임을 암살하려는 학생들의 일상을 그린 코믹 학원물이다.
작가 마츠이 유세이의 이전 작품인 《마인탐정 네우로》를 계승한 소년 만화로 ‘암살’과 ‘주인공들의 담임 교사를 죽이는 것’을 주제로 한 코미디 만화이다. 슈에이샤의 《주간 소년 점프》에서 2012년 31호부터 연재가 시작되었으며, 단행본으로 묶여 출판되기도 하였다. 2014년 기준으로 총 발행 권수가 열 권, 도합 천만부를 돌파하였다. 대한민국에서는 학산문화사가 해당 지역에서의 만화 판권을 가지고 있으며, 북미에서는 비즈 미디어가 2014년 12월에 디지털과 인쇄, 두 판으로 발매할 예정이다.
특별 OVA로의 각색판이 2013년 7월에 발표되어, 2013년 10월 6일부터 11월 24일까지 점프 페스타에서 상영되었다.
2014년 6월에 이 만화를 원작으로 한 TV 애니메이션과 실사 영화의 제작 계획이 발표되었다. TV 애니메이션은 이전 OVA에서 스태프나 캐스트가 변경되어 2015년 1월 10일 심야부터 방송되고 있었으며, 영화는 2015년 3월 21일에 공개되었다. 디즈니 채널

## 줄거리
어느 날 갑자기 〈쿠누가기오카 중학교〉의 열등반인 3학년 E반에 정부 방위성의 인간과 수수께끼의 생물이 나타났다. 마하 20의 속도로 하늘을 날아 달의 70%를 파괴해 달을 영구적으로 초승달 상태가 되어버리게 한 문어형의 위험한 생물은 “내년 3월까지 자신을 죽이지 않으면 지구를 파괴할 것”이라고 선언한 후 3학년 E반의 담임 교사직에 자체 지원하였다.
정부는 최후의 수단으로 몇 가지 지침을 마련하여 3학년 E반의 학생들에게 수수께끼의 생물을 암살할 것을 제안한다. 학생들은 처음에는 망설이다가, 암살 성공 보수 100억 엔을 정부가 제안하자 응하게 된다. 3학년 E반의 학생들은 다양한 방법으로 살생님을 암살하려 하지만, 비현실적인 살생님의 속도와 능력으로 실패를 거듭한다. 이 과정에서 학생들은 자신의 진로와 꿈을 깨닫고 그 꿈을 향해 나아간다.

## 등장인물

#### 3학년 E반
쿠누가기오카 중학교에 있는 3학년 E반은 쿠누가기오카 중학교의 꼴통들만 모아놓은 집합소이다. 성적이 낮거나, 폭력 등의 이유도 들어오게 되는
쿠누가기오카 중학교 3학년 E반.
쿠누가기오카 중학교 3학년 E반은 본학교 건물과 엄청 떨어져있는 산속에 있고 엄청난 A반(공부 잘한다는 전교1~30등이 있는 천국의 반), B반, C반, D반의 차별이 있는 반이다.
심지어 선생님까지 차별을 주는 곳인 쿠누가기오카 중학교 3학년 E반.
이곳에 정체 모를 문어 괴물이 나타난다.

##### 교사
살생님 (일본어: 殺せんせー 코로센세[*]) 
보이스 코믹 성우 - 오노사카 마사야 / OVA 성우 - 세키 토모카즈 / TV 애니메이션 성우 - 후쿠야마 쥰 / 극장판 성우 - 니노미야 카즈나리 / 북미판 소니 스트레이트/ 신용우 (디즈니 채널)/김용준 (성우) (OVA)
생일 : 3월 12일
별자리 : 물고기자리 (점성술)
살생님 스스로는 자신이 이름이 없다고 하지만, 카야노 카에데에게 죽어야 하는 선생님이란 뜻으로 살생님이라 불리게 되었다. 달의 70%를 파괴시켜 영구적으로 초승달 상태가 되게 만든 후, 1년 후에는 지구를 파괴하겠다고 선언했으며, 이로 인해 100억 엔의 암살 포상금 이 걸려 학급의 학생들을 비롯한 전 세계의 표적이 된다.어느 여성과의 약속으로 쿠누기가오카 중학교의 3학년 E반의 학급의 담임이 되어, 영어와 체육 외의 모든 교과를 담당하게 된다. 수업 중에는 대학 예복을 입는다. 둥글고 노란색 얼굴에, 몇 개의 촉수가 있는 정체불명의 생물이고, 뉴루후후후 라고 일상적으로 말하는게 특징인 일반적인 성인 남성과 성격이 흡사하고 또 단것을 좋아하고 자신은 태어난 곳도 자란 곳도 모두 지구라고 주장하며, 이토나와 시로의 기습 때는 스스로를 인공적으로 만들어진 사물이라 말했다. 또한, 이전에는 손발을 두 개씩 가지고 있었다는 의혹도 작중 〈수학여행2 편〉에서 언급되었다. 하지만 과거 이야기가 나오자 할 이야기가 아니라며 화제를 돌렸다. 최대마하 20의 속도로 이동 및 반응하는 것이 가능하기 때문에 여러 위협에 있어서 초인적으로 반응하며, 이 능력으로 잔상을 이용해 분신술까지 가능하다. 살생님의 피부는 항상 점액으로 덮여있으며, 주위의 물을 응고시키거나 피부의 삼투압을 조절하는 등의 다양한 용도로 사용한다. 또, 평소에는 보이지 않으나 눈, 코, 입, 귀 등 여러 감각 기관을 가지고 있다. 독극물을 마셔도 죽지 않으며, 납 탄환을 맞아도 몸 속에서 융해해 분해시켜 버린다. 정부가 개발한 살선생 특수 재질 나이프와 BB탄환으로 살생님의 촉수에 손상을 줄 수 있으나, 그마저도 몇 초 후 재생된다. 한 달 주기로 탈피하며, 허물은 최후의 수단으로써 미끼 및 방벽으로 이용된다. 그러나 재생과 탈피 후에는 많은 에너지 소모로 인해 움직임이 둔해지게 된다. 또, 넥타이의 바로 아래(심장)가 급소로, 공격을 받으면 사망하는 것으로 알려져 있다. 이를 피하기 위해 24시간 동안 파괴불가능한 구체에 들어가 보호를 받는 '절대방어형태'라는 능력을 사용할 수 있다. 그러나 이 경우, 이동이나 행동이 불가능하게 된다. 평소 부드러운 말투와 존댓말을 사용하며, 각 학생들에 대한 걱정도 보인다. 학생 한 명 한 명 세세히 신경 쓰고 학생들이 공부를 할 때도 각 학생의 장/단점을 살린 공부법으로 1:1 공부를 해주곤 했다. 특히, 학생들이 자신을 희생하면서까지 암살을 시도하려고 하면 “자신을 소중히 여길 줄 알아야 한다”며 얼굴에 'X'자가 그려지며 굉장히 화를 낸다. 수업에 있어서는 범교과적인 지식이 있으며 수업 역시 학생들 각각에 마하의 속도로 알맞은 문제를 만들기도 하지만, 체육에 있어서는 자신의 신체 능력을 기준으로 하여 비현실적인 평가 기준을 세운다. 그리고 얼굴에 무늬가 있어서 노란색, 초록색 무늬면 얕보고 있다는 뜻이고, X자는 아니라는 표시, O자는 맞다는 뜻이다. 점심시간 이후 살생님은 핑크색으로 변하며, 그때는 감각이 둔해지는 때이다. 검은색은 매우 화났을 때 생기며, 그땐 본격적으로 힘을 발휘한다. 카야노의 언니와 사랑한 사이였다.
카라스마 타다오미 (일본어: 烏間 惟臣) 
보이스 코믹 성우 - 오오츠카 아키오 / OVA 성우 - 스와베 준이치 / TV 애니메이션 성우 - 스기타 토모카즈 / 북미판 크리스 라이언/ 이정구 (디즈니 채널) (OVA)
생일 : 8월 15일
별자리 : 사자자리 (점성술)
일본 방위성 임시 특무부 소속. 3학년 E반에 살생님을 담임으로 데리고 온 인물이며, E반과 암살자의 중재와 지원을 하고 있다. 28세이며, 생일은 8월 15일이다.
교원 자격증을 가지고 있다는 이유로 형식적인 E반의 담임이 되었고 살생님 암살건의 총책임자가 된다. 담당과목은 체육. 무척이나 고지식한 구석이 있지만 학생들의 암살능력, 특히 나기사의 재능을 알아차리는 등 깊은 안목과 통찰력을 가지고 있다고 평가받는다. 세계 최강의 암살자를 이긴 전적이 있으며, 육상 자위대 제일공수단과 방위성의 종합 정보부직을 거친 프로로서, 인류 최강이라는 평가가 있을 정도로 실력이 뛰어나다. 처음에는 반 아이들과 일체 사적으로 엮이지 않았고 이리나의 호감도 못알아칠만큼 둔하고 엄한 이미지였지만 점차 아이들과 친해지기 시작했고 이리나와 가까워지기 시작하면서 변하기 시작한다.애니메이션 기준으로 최종화에 가까워졌을 때 이리나에게 먼저 프로포즈하기도 했다.
이리나 옐라비치(카라스마 이리나 (일본어: イリーナ・イェラビッチ, Irina Jelavić) 
보이스 코믹 성우 - 아사노 마스미 / OVA 성우 - 호리에 유이 / TV 애니메이션 성우 - 이토 시즈카 / 북미판 마사 함스 / 박지윤(디즈니 채널) / 이지현 (OVA)
생일 : 10월 10일
별자리 : 천칭자리 (점성술)
22세, 신장 170cm, 체중 50kg, 10월 10일 출생
세계에서 8년 동안 11번의 암살을 성공시킨 전력이 있는 세르비아 어투의 전문 암살자로, 3학년 E반의 기간제 외국어 교사라는 명목하에 살생님을 암살하기 위해 파견되었다. 10개국어라는 점과 미모를 이용해 상대에게 접근하여 가까운 거리에서 암살하는 것이 특기이다. 그러나 전투능력은 다른 전문 암살자에 비해 좋지 않으며, 미인계가 통하지 않는 상대에게 할 수 있는 것이 거의 없다.
내전이 격렬했던 국가의 출신으로, 12살 때 민병대의 습격으로 아버지를 잃고, 그 때 아버지의 총으로 그 병사를 살해한다.
처음 왔을때는 학생들을 암살을 위한 도구로 여기는 등 차가운 모습을 보여주었지만 탄환을 전용 탄환이 아닌 효과가 없는 납탄환을 사용하는 실수를 저지르는가 하면 살생님이 전략에 간파해 암살에는 실패하는등 어딘가 나사빠진 모습을 보여준다. 게다가 학급이 붕괴될 위기를 맞이했지만 카라스마의 설득과 자신의 성찰로 인한 솔직한 태도로 다시 관계가 회복된다. 이후에는 '옐라비치 누님'이라고 부를것을 강조하지만 카르마의 주도로 '비치 선생님'으로 불리게 된다. 일본어로 비치 선생님은 '걸레 선생님'이란 뜻이기 때문에 처음에는 매우 싫어했지만 아이들과 친해진 후에는 별로 신경쓰지 않는다.
자신의 미인계가 전혀 안 통하는 카라스마를 오기로라도 유혹하려고 쫓아다니는 사이 진심으로 반해버렸다. 그래서 아이들의 도움을 받아 가까워지기 시작했고 나중에는 카라스마의 선 프로포즈로 결혼에까지 골 인한다. 이후에는 암살자를 그만두고 남편 카라스마를 따라 방위성 특무부에 들어갔다.
담당 과목은 영어이나, 시험 대비 위주의 영어는 살생님에게 전담시키고 자신은 암살 시 도움이 될 만한 실용 영어를 학생들에게 가르치고 있다.

##### 학생
| 카타오카 메구 E-6             | 마에하라 히로토 E-22 | 오카노 히나타 E-4  | 이소가이 유마 E-2   | 쿠라하시 히나노 E-10 | 키무라 저스티스 E-9    |
| 카야노 카에데 E-7             | 시오타 나기사 E-11   | 나카무라 리오 E-17 | 미무라 코우키 E-23  | 야다 토카 E-25       | 타케바야시 코타로 E-14 |
| 후와 유즈키 E-21              | 스기노 토모히토 E-13 | 하야미 린카 E-19   | 오카지마 타이가 E-3 | 칸자키 유키코 E-8    | 요시다 타이세이 E-26   |
| 하라 스미레 E-20              | 스가야 소스케 E-12   | 오쿠다 마나미 E-5  | 치바 류노스케 E-15  | 하자마 키라라 E-18   | 무라마츠 타쿠야 E-24   |
| 리츠 / 자율사고 고정포대 E-27 | 호리베 이토나 E-28   | 빈 자리            | 아카바네 카르마 E-1 | 빈 자리              | 테라사카 료마 E-16     |

시오타 나기사 (일본어: 潮田 渚) 
| “ | 인정 받아야 해... 무슨 수를 써서라도. | ” |

보이스 코믹 성우 - 야마모토 노조미 / OVA 성우 - 토야마 나오 / TV 애니메이션 성우 - 후치가미 마이 / 북미판 린지 사이델/ 장경희 (디즈니 채널) / 미연 (OVA)
생일 : 7월 20일
별자리 : 게자리 (점성술)
신장 159cm, 체중 48kg, 7월 20일 출생, 출석번호 : E-11
3학년 E반의 중성적인 남학생으로, 항상 긴 머리를 올려 묶어 짧은 하늘색 머리를 유지한다.
E반으로 강등된 후 선생님들과 친구들에게 버림받고 누구에게도 기대받지 않게 된 자신에게 절망한다. 살선생님의 지도로 이러한 모습이 조금씩 극복되는 모습을 보여준다. 온화하고 부드러운 성격 탓에 살생님의 암살에는 소극적이며, 살생님을 관찰하여 살생님의 특징 및 단점을 기록하고 있다. 키가 작은 것이 고민이라 여겨, 암살 포상금 100억엔을 받으면 키를 늘리고 싶다고 말하기도 한다. 오싹한 것을 좋아하나, 작중 카야노 카에데가 동굴이 무섭지 않냐고 묻자 오싹한 것은 좋아하지만 갑자기 나오는 건 무섭다고 하기도 했다.
카라스마로부터 살기를 숨기고 접근하는 것과 살기를 보여 상대의 기를 누르는 등, 암살에 큰 재능이 있다고 평가받았다. 또한, 약해보이는 외모와 여성과 가까운 신체조건(심지어 여름방학때는 여자로 변장해 실제 여학생들과 함께 활동하기도 했다)이 상대를 방심시켜 신체적인 재능으로 여겨지기도 한다.
아카바네 카르마 (일본어: 赤羽 業 아카바네 카루마[*]) 
| “ | … 뭐 인간이 아니라도 별로 상관 없지. 한 번… 선생님이라는 생물을 죽여보고 싶었어. | ” |

보이스 코믹 성우 - 시마자키 노부나가 / OVA·TV 애니메이션 성우 - 오카모토 노부히코 / 북미판 오스틴 틴들
생일 : 12월 25일
별자리 : 염소자리 (점성술)
신장 175cm, 체중 60kg, 12월 25일 출생, 출석번호 : E-1
솔직한 성격의 빨간 머리 소년으로, 나기사와는 3년 연속 같은 반이 되었다. 신학기 전에 폭력사건이 있어 정학을 받아 개학 후 시간이 지나고 합류하였다. 나기사와 가장 친한 친구 중 한 명으로 성적이 좋은 우등생이지만, '정의'를 중시하는 자신의 성격 때문에 재학 내내 문제를 일으켜왔다. 그럼에도 최상위권의 성적으로 담임에게 신임을 얻어 사건이 무마되어 오다가, 3학년 A반 우등생이 E반 학생을 괴롭히는 것을 보고 구해준 것이 담임 자신의 평가에 흠이 생겼다고 카르마를 E반으로 편입시킨다. 이로 인해 모든 선생님들을 증오해오고, 신학기에는 갑자기 투신해 살생님이 자신을 구하지 못하게 만들어 암살하려고 하지만 그러나 그것을 보고 있던 살생님이 촉수를 끈적하게 만든 그물을 만들어 구하는 것으로 대처한다. 이 사건으로 카르마는 살생님에게 있어서 건강한 살의를 품는 학생이 되었다.
이소가이 유마 (일본어: 磯貝 悠馬) 
보이스 코믹 성우 - 모토하시 다이스케 / OVA 성우 - 우에무라 유토 / TV 애니메이션 성우 - 오오사카 료타 / 북미판 제리 주얼
생일 : 11월 13일
별자리 : 전갈자리 (점성술)
신장 172cm, 체중 57kg, 11월 13일 출생, 출석번호 : E-2
나이프를 다루는 능력이 뛰어난 남학생이다. 3학년 E학급의 대표로서, 좋은 외모와 친근감 있는 성격, 그리고 궂은 일도 마다하지 않는 성실성과 겸손함 덕에 멋진 녀석으로 불리고 있다. 평소의 행실로 반 전체의 두터운 신뢰도 얻고 있다.
중간고사에서 카르마에 이어 학급 2위, 그 중 사회는 전교 14위를 기록했다. 가난한 자신의 가정상황에 비추어 아프리카에 대해서 관심이 많고, 또 살생님이 아프리카로 데려간 덕에 사회와 빈곤에 대한 관심이 높아져 기말고사에는 사회과목에서 전교 수석을 차지하기도 한다.
생계를 위해서 아르바이트를 전전하였지만, 이는 교칙 위반으로 이 사실이 알려지게 되면서 E반으로 전반하게 되었다. 그 후에도 유마는 아르바이트를 계속하고 있지만 학급 내에서는 유마를 눈감아주고 있는 상황이고, 또한 A반의 아사노 가쿠슈와 체육제에서의 승부에서 이긴 끝에 학교에서 금지하는 아르바이트를 하는 사실이 학교 관계자에게 알려지는 것이 묵인되었다.
오카지마 타이가 (일본어: 岡島 大河) 
OVA 성우 - 나카츠카사 타카유키 / TV 애니메이션 성우 - 나이토 료 / 북미판 니키 헤일리
생일 : 6월 9일
별자리 : 쌍둥이자리 (점성술)
신장 168cm, 체중 57kg, 6월 9일 출생, 출석번호 E-3
매우 짧은 머리의 헤어스타일을 가진 남학생.
성적으로 굉장한 열정과 관심이 있으며, 사진 촬영이 취미로 장래 사진작가를 목표로 하고 있다.
살생님의 성적 취향을 면밀하게 조사하여 이에 관련한 약점을 확보하기도 하였다. 예시로 살생님이 야한 여자를 좋아한다는 점을 파악한 뒤, 야한 잡지로 살생님 전용 덫을 만들기도 했다.
오카노 히나타 (일본어: 岡野 ひなた) 
보이스 코믹 성우 - 우치무라 후미코 / OVA 성우 - 토비노 카나코 / TV 애니메이션 성우 - 타나카 미나미 / 북미판 디디 아킬라
생일 : 4월 2일
별자리 : 양자리 (점성술)
출석번호 : E-4
체조부 출신의 나이프 술이 뛰어난 여학생이다.
신체 능력이 매우 뛰어나며, 절벽도 가볍게 오를 수 있다.
오쿠다 마나미 (일본어: 奥田 愛美) 
| “ | 말의 옳고 그름이나 인간의 복잡한 감정 표현에 있어서 무엇이 정답인지 모르겠어요. … 하지만 그래도 상관 없어요. 수학이나 화학식엔 정확한 정답이 있으니까요. | ” |

OVA 성우 - 아라카와 미호 / TV 애니메이션 성우 - 야하기 사유리 / 북미판 펄리샤 앤젤
생일 : 11월 7일
별자리 : 전갈자리 (점성술)
신장 149cm, 체중 44kg, 11월 7일 출생, 출석번호 E-5
안경을 낀 여학생이다. 솔직한 성격과 순진한 성격 때문에 거짓말에 서툴고 다른 사람에게 잘 속기도 하지만, 학급 친구들에게도 존대를 사용하는 등 항상 정중한 어조로 대한다.
과학 분야에서 항상 빛을 발한다. 자신의 능력으로 살생님에게 줄 독극물을 직접 제작하기도 했다.(물론, 실패였다)
카타오카 메구 (일본어: 片岡 メグ) 
보이스 코믹 성우 - 후쿠하라 아야카 / OVA 성우 - 고토 가오리 / TV 애니메이션 성우 - 마츠우라 치에 / 북미판 모건 개릿, 콜린 클링컨비어드
생일 : 6월 15일
별자리 : 쌍둥이자리 (점성술)
신장 170cm, 체중 50kg, 6월 15일 출생, 출석번호 : E-6
카야노 카에데/유키무라 아카리 (일본어: 茅野 カエデ) 
보이스 코믹 성우 - 타이치 요우 / OVA 성우 - 타케타츠 아야나 / TV 애니메이션 성우 - 스자키 아야 / 북미판 모니카 리얼/양정화 (디즈니 채널)/ 정유미 (성우) (OVA)
생일 : 1월 9일
별자리 : 염소자리 (점성술)
신장 146cm, 체중 39kg, 1월 9일 출생, 출석번호 : E-7
나기사와 가장 친한 여학생. 자신의 어린 체형에 큰 콤플렉스를 안고 있으며, 100억 엔을 받게 된다면 가슴 둘레를 사고 싶다고 말하기도 했다. 반에서는 나기사나 마나미보다도 작은 146cm의 최단신이다. 나기사와 함께 직접 암살보다는 살생님의 약점을 캐는 등의 후방 지원 역할을 주로 해낸다.
언뜻 보기에는 나기사, 카르마 등 존재감 강한 주인공들에게 묻혀 별다른 매력을 어필하지 못한 비운의 조연 정도로 보였지만 실은 살생님과 같은 촉수 소유자라는 어마어마한 반전을 가졌다. 과거 무너져내리던 연구소에서 하나뿐인 언니가 죽어나가는 현장을 목격했고 이때 같이 있던 살생님이 언니를 죽였다고 생각해 그에게 복수하겠다는 일념으로 현장에 굴러다니던 촉수씨앗을 주워와 자기 몸에 심어버린 것이다. 이후 외모를 싹 바꾸고 신분까지 세탁한 다음 쿠누기가오카 중학교 3학년 E반에 위장전학을 온다. 그리고 자신의 존재감을 너무 과시하지 않으려고 일부러 실력이 뛰어난 나기사와 카르마를 추켜세워주고 자신의 살기는 나기사 옆에서 나기사의 살기로 묻어버리며 아이들 관심이 덜 쏠리도록 한 것이다.
진짜 이름은 유키무라 아카리이며 예전 E반의 담임이었던 유키무라 아구리의 여동생이다. 이전에는 미세 하루나라는 예명으로 어떤 배역이든 소화해내는 뛰어난 재능을 가진 아역배우였다. 살생님조차 그녀의 살기를 눈치채지 못한건 자신의 감정조차도 철저하게 연극으로 속였기 때문이다. 또한 이러한 반전은 2기에서 갑자기 드러난것이 아니라 이미 1기때부터 여러 가지 복선이 깔려있었던것으로 드러나 독자들로 하여금 소름돋는다는 평가를 받게 만들었다
칸자키 유키코 (일본어: 神崎 有希子) 
OVA 성우 - 사토 리나 / TV 애니메이션 성우 - 사토 사토미 / 북미판 리아 클라크/김민정 (디즈니 채널) (OVA)
생일 : 3월 3일
별자리 : 물고기자리 (점성술)
신장 159cm, 체중 46kg, 3월 3일 출생, 출석번호 : E-8
상냥한 성격과 수려한 외모의 여학생이다. 강압적이고 엄격한 가정에서 벗어나고 싶은 마음에 게임 센터를 돌아다니다가 그것이 발각되어 E반으로 전반되었다. 이 때문에 게임 실력에 있어서는 수준급이다.
수학여행 이후 살생님과 나기사의 격려를 받아 자신을 소중히 하는 법을 배운다. 이후 장래 간병인을 지망하면서 변호사를 기대했던 아버지의 폭력적인 압력에 지지 않는다거나 타카오카의 공포 수업을 정면으로 거부하는 등 주체적이고 용기있는 일면을 보여주기도 하였다.
고전문학에 상당한 재능이 있어 1학기 중간고사에서 전교 23위를, 동학기 기말고사에서 전교 2등을 기록하였다.
키무라 마사요시 (일본어: 木村 正義 기무라 쟈스티스[*]) 
생일 : 6월 12일
별자리 : 쌍둥이자리 (점성술)
출석번호 : E-9
약간 통통한 체격의 남학생이다. 작중의 본명은 키무라 저스티스(영어: Justice) 이나, 키무라 본인의 요구로 작중에서는 키무라 마사요시라는 이름으로 불리고 있다.
쿠라하시 히나노 (일본어: 倉橋 陽菜乃) 
OVA 성우 - 후쿠야마 아야카 / TV 애니메이션 성우 - 카네모토 히사코 / 북미판 크리스틴 맥과이어
생일 : 10월 23일
별자리 : 전갈자리 (점성술)
출석번호 : E-10
키가 작은 곱슬머리 단발 여학생이다. 작중에서 가족관계나 과거사가 드러나지 않은 몇 안 되는 학생들 중 한 명이고, 생물을 좋아하여 참사슴벌레를 잡아 달라고 살생님께 요청하기도 한다. 야다 토우카와 친한 모습을 보이며 카라스마에게 호의를 갖고 있다. 원작에서는 갈색 머리였으나 애니메이션에서는 빨강, 주황, 노랑의 쓰리톤 색깔로 변경되었다.
스가야 소스케 (일본어: 菅谷 創介) 
TV 애니메이션 성우 - 미야시타 에이지 / 북미판 카일 필립스
생일 : 10월 25일
별자리 : 전갈자리 (점성술)
출석번호 : E-12
미술에 엄청난 재능을 가지고있는 학생이다. 암살은 좋다고 생각하고있다.
스기노 토모히토 (일본어: 杉野 友人) 
OVA 성우 - 혼조 유타로 / TV 애니메이션 성우 - 야마야 요시타카 / 북미판 클리퍼드 채핀
생일 : 8월 23일
별자리 : 처녀자리 (점성술)
신장 173cm, 체중 64kg, 8월 23일 출생, 출석번호 : E-13
야구를 좋아하고 있는 남학생이다. 과거 야구부였지만 E반으로 떨어지는 바람에 야구부 활동은 그만두게 되었다.
타케바야시 코타로 (일본어: 竹林 考太郎) 
TV 애니메이션 성우 - 미즈시마 타카히로 / 북미판 스콧 힌제
생일 : 1월 29일
별자리 : 물병자리 (점성술)
출석번호 : E-14
안경을 썼고 애니를 좋아하는 남학생이다. 의사집안에서 태어났으며 E반을 배신하고 A반으로 갔다가 다시 돌아왔다. 테라사카와 메이드카페를 자주다니고 메이드카페 다음으로 E반이 편하다고 생각하고있다.
치바 류노스케 (일본어: 千葉 龍之介) 
TV 애니메이션 성우 - 마지마 준지 / 북미판 Z. 찰스 볼턴
생일 : 5월 20일
별자리 : 황소자리 (점성술)
신장 172cm, 체중 58kg, 5월 20일 출생, 출석번호 : E-15
출석번호 19번, 하야미 린카와 함께 반 아이들 중 저격수를 맡고 있다. 앞머리로 눈을 가리고 다닌다. E반에서 사격을 제일 잘한다.
테라사카 료마 (일본어: 寺坂 竜馬) 
보이스 코믹 성우 - 코이케 켄이치 / TV 애니메이션 성우 - 키무라 스바루 / 북미판 마커스 D. 스티맥
생일 : 4월 10일
별자리 : 양자리 (점성술)
신장 180cm, 체중 77kg, 4월 10일 출생, 출석번호 : E-16
튼튼한 신체를 가지고 있는 남학생이다. 살생님이 3월에 처음 왔을 때 나기사를 이용해서 자살 폭탄테러를 했었다. 타케바야시와 함께 메이드카페에 다닌다. 이토나를 설득하여 자신의 무리로 끌어왔다.
나카무라 리오 (일본어: 中村 莉桜) 
OVA 성우 - 타바타 미오 / TV 애니메이션 성우 - 누마쿠라 마나미 / 북미판 애피아 유
생일 : 8월 24일
별자리 : 처녀자리 (점성술)
신장 162cm, 체중 48kg, 8월 24일 출생, 출석번호 : E-17
노란머리에 긴생머리를 가진 여학생이다. 초등학생이였을때는 천재 초등학생으로 불렸다. 나기사를 놀리고 성희롱하는 것을 취미로 하고있다.
영어 실력이 뛰어나 시험에서 상위권을 주로 차지한다.
하자마 키라라 (일본어: 狭間 綺羅久) 
OVA 성우 - 우에모토 아스미 / TV 애니메이션 성우 - 사이토 후코 / 북미판 테리 도티
생일 : 5월 6일
별자리 : 황소자리 (점성술)
출석번호 : E-18
음침한 검은 머리의 곱슬머리 여학생. 대형 거미를 사육하고 저주를 좋아한다. 글쓰기에 소질이 있고 테라사카 그룹의 홍일점이다. 하지만 테라사카 그룹의 나머지 세 명을 "서커스단"으로 표현하고 자신을 조련사라고 칭하는 것을 보아 자신이 우위라고 생각하는 듯하다. 그래서 그런지 테라사카 그룹이 말썽을 일으키거나 심각한 사고를 발생시키려고 하면 끼어들지 않는다.
스기노 토모히토가 칸자키 유키코를 좋아하는 것을 제일 먼저 눈치챈 학생이다. 127화의 연극 대본에서 두 인물을 조연으로 등장시켰으며 살생님을 주연으로 「모모타로」라는 연극의 대본을 작성했다.
서바이벌 게임 때는 지구의 목숨과 은사의 목숨을 비교하는 것이 지겹다며 살생님을 죽이는 편에 선다. 카르마의 부탁에 따라 깊은 풀숲에 숨어 전면전으로 스기노 토모히토와 후와 유즈키를 사망시키고 자신도 사망한다.
밸런타인데이에는 호리베 이토나를 포함한 테라사카 그룹 전원에게 초콜릿을 돌림으로써 호감을 나타내었다. 하라 스미레를 제외한 다른 여학생들과는 쉽사리 어울리지 못하는 모습을 보인다. ( 본인도 전혀 신경쓰지 않음. ) 부모는 메르헨틱한 사고를 가지고 있어 " 키라라 "라는 이름을 붙여 주었지만 본인은 불만을 가진 듯하다. 닉네임 에피소드에서 그 불만을 넌지시 털어놓기도 하였다.
하야미 린카 (일본어: 速水 凛香) 
보이스 코믹 성우 - 유우키 카나 / OVA 성우 - 모리자키 미에 / TV 애니메이션 성우 - 카와라기 시호 / 북미판 제이미 마키
생일 : 7월 12일
별자리 : 게자리 (점성술)
신장 158cm, 체중 47kg, 7월 12일 출생, 출석번호 : E-19
출석번호 15번, 치바 류노스케와 함께 반 아이들 중 저격수를 맡고 있다. 사격 실력이 준수하다.
하라 스미레 (일본어: 原 寿美鈴) 
OVA 성우 - 야마네 노조미 / TV 애니메이션 성우 - 히노 미호
생일 : 5월 8일
별자리 : 황소자리 (점성술)
출석번호 : E-20
통통한 신체를 가진 여학생이다. 요리를 아주 잘한다. 감수성이 풍부하다.
후와 유즈키 (일본어: 不破 優月) 
TV 애니메이션 성우 - 우에다 카나
생일 : 2월 9일
별자리 : 물병자리 (점성술)
출석번호 : E-21
마에하라 히로토 (일본어: 前原 陽斗) 
OVA 성우 - KENN / TV 애니메이션 성우 - 아사노마 신타로
생일 : 12월 6일
별자리 : 사수자리 (점성술)
출석번호 : E-22
여자를 꼬시는것을 매우 좋아한다. E반에서 카타오카 메구를 제외한 여학생들을 모두 꼬셔보았다.
미무라 코우키 (일본어: 三村 航輝) 
OVA 성우 - 야마구치 토모히로 / TV 애니메이션 성우 - 타카하시 신야
생일 : 2월 1일
별자리 : 물병자리 (점성술)
신장 166cm, 체중 53kg, 2월 1일 출생, 출석번호 : E-23
무라마츠 타쿠야 (일본어: 村松 拓也) 
OVA 성우 - 미야모토 타카유키 / TV 애니메이션 성우 - 하라사와 코우키
생일 : 8월 25일
별자리 : 처녀자리 (점성술)
출석번호 : E-24
야다 토카 (일본어: 矢田 桃花) 
OVA 성우 - 토다 메구미 / TV 애니메이션 성우 - 스와 아야카
생일 : 8월 1일
별자리 : 사자자리 (점성술)
출석번호 : E-25
요시다 타이세 (일본어: 吉田 大成) 
TV 애니메이션 성우 - 시모츠마 요시유키
생일 : 8월 19일
별자리 : 사자자리 (점성술)
출석번호 : E-26
리츠 (일본어: 律 리츠[*])  / 자율사고 고정포대 (일본어: 自律思考固定砲台 지리쓰시코코테이호다이[*]) 
보이스 코믹 성우 - 후지타 사키 / TV 애니메이션 성우 - 하시모토 칸나 / 북미판 브린 애프릴
생일 : 1월 1일
별자리 : 염소자리 (점성술)
신장 170cm, 체중 499kg, 1월 1일 출생, 출석번호 : E-27
3학년 E반의 첫번째 전학생. 천학 첫 날에는 암살에만 집중하지만 학생들의 저지로 암살을 못하게 되자 암살 대상인 살생님의 도움을 받아 협조 능력을 키우고 현재의 모습을 얻게 되나 명목상 보호자인 정부의 개조로 첫날의 모습에 가깝게 재조정될 뻔하나 자의로 살생님이 준 데이터를 메모리 구석에 숨겨놓아 거부하면서 현재 3학년 E반의 암살 메신저 및 대표 마스코트로 등극하게 된다.
호리베 이토나 (일본어: 堀部 糸成) 
TV 애니메이션 성우 - 오가타 메구미
생일 : 3월 31일
별자리 : 양자리 (점성술)
신장 160cm, 체중 53kg, 3월 31일 출생, 출석번호 : E-28
3학년 E반 마지막 전학생. 공부에는 흥미는 없지만 암살에는 관심이 있어 전학왔다. 살생님을 제외하고 촉수를 지니고 있다는 것을 처음으로 보여주었고, 자주 살생님과 학생들에게 싸움을 시도했다. 3학년 E반과 처음에는 거리를 두었으나 시간이 지날수록 테라사카와 살생님이 이토나를 설득했고 테라사카 일행 및 아카바네와 친밀하게 지내게 된다.

### 학사 본관

#### 학생
아사노 가쿠슈(일본어: 浅野 学秀)
생일: 1월 1일
별자리: 염소자리 (점성술)
성우 - 미야노 마모루 (TVA) / 북미판 마이카 솔러소드
학교 이사장의 아들로 E반에 대한 반감이 크다
이사장인 아버지를 닮아 누군가를 조종하고 괴롭히는데 다분한 소질이 있다.
E반의 비밀을 알아내려 내기를 제안했다 패배를 경험하고 E반에 대한 감정의 골이 더 깊어졌다.
아라키 텟페이(일본어: 荒木 鉄平)
성우 - 카츠 안리 (TVA) / 북미판 조시 그렐리
초록색 머리에 안경을 쓴 남학생. 방송부 부장이고 특기과목은 사회. 전교집회 때 E반에게만 유인물 프린트를 나눠주지 않고 대놓고 모욕과 경멸감을 줬다. 1학기 기말고사 때 E반과의 성적 내기를 제안한 인물이다. 최종 기말시험에서의 등수는 전교 12등.
사카기바라 렌(일본어: 榊原 蓮)
성우 - 이시카와 카이토 (TVA) / 북미판 저스틴 페이트
투블럭 컷을 한 남학생. 학생회 서기이고 특기과목은 국어. 처음 E반과 조우했을 때 칸자키 유키코에게 찝적거렸는데 작업멘트의 느끼함+오만함이 가관이다. 하지만 A반 그룹에서 가쿠호에게 진중한 충고를 하는 등 조언자 비스무리한 역할을 맡고 있으며, 오영걸 중에서는 그나마 인성이 낫다. 최종 기말시험에서의 등수는 전교 8등.
코야마 나츠히코(일본어: 小山 夏彦)
생물부 부장이고 특기과목은 과학. 과학은 암기하는 과목이라는 마인드를 갖고있으며 그에 걸맞게 암기의 귀신이란 별명을 갖고있다. 최종 기말시험에서의 등수는 전교 11등.
세오 토모야(일본어: 瀬尾 智也)
성우 - 타카기 슌 (TVA) / 북미판 데이비드 트로스코
가르마에 역八자 눈썹을 가진 남학생. 학생회 의장이고 특기과목은 영어. LA에서 1년 거주하고 왔다며 다른학생들 발음을 지적하지만 정작 본인도 문학적 표현이라던가 발음은 영 신통찮은 듯. 원어민에게 사투리 쓰지말라며 태클먹었다. 최종 기말시험에서의 등수는 전교 15등. 그러나 중학교를 떠나는 E반 학생들을 기레기들로부터 감싸주며 나기사에게는 잘 가라고 인사를 하는 걸 보면 결국엔 E반을 인정한 듯하다.
다나카 노부타(일본어: 田中 信太)와 타카다 쵸스케(일본어: 高田 長助)
나기사의 원래 동급생이었던 인물. E반을 경멸하고 있다. 주로 E반을 비웃을 때 등장하지만 정작 자신들의 실력도 그리 우월한 편이 아니면서 자신들보다 더 못한 상대를 보며 자위하는 오십보백보의 성향을 갖춘 찌질한 인물들이다.
츠치야 카호(일본어: 土屋 果穂)
신도 카즈타카(일본어: 進藤 一考)
타가와 코코나(일본어: 多川 心菜)
사이토 아야카(일본어: 斎藤 綾香)
영화 《암살교실》의 오리지널 캐릭터이다.

#### 유학생
케빈(영어: Kevin)
카밀(프랑스어: Camille 카미유[*])
주제(포르투갈어: Jose)
상혁

#### 학교 관계자
아사노 가쿠호
TV애니메이션 성우 - 하야미 쇼
쿠누기가오카 중학교 이외 인물
우유지
A반과의 내기에서 이긴 후 얻은 휴가 가이드로
남쪽 섬에 갔다가 여장한 나기사에게 반한
부잣집 남자아이. 학원제에서도 한번 더 등장한다

## 관련 행사 및 상품

### 점프 페스타
2013년
2014년

### 점프 슈퍼 애니메이션 투어 2013
일본 현지의 각 지방을 돌며 애니메이션을 상영하는 행사인 점프 슈퍼 애니메이션 투어 2013(일본어: ジャンプスーパーアニメーションツアー)에서 OVA 〈암살교실 수학여행 편〉상영과 동시에 관련 행사가 진행되었다. 아래의 일정으로 총 5개 지역에 순차 상영되었다.
| 날짜             | 지역                     |
| ---------------- | ------------------------ |
| 10월 6일         | 삿포로시 도신 홀         |
| 10월 14일        | 나고야시 공회당          |
| 11월 3일         | 후쿠오카시 쓰쿠시 회관   |
| 11월 9일         | 오사카시 그란큐브 오사카 |
| 11월 23일 - 24일 | 도쿄시 히비야 공회당     |

### 살생님 - SHOP IN WINTER
2014년 12월 20일부터 2015년 3월 중순까지 기간 한정 상품판매 행사인 《살생님 - SHOP IN WINTER》(일본어: 殺せんせーSHOP IN WINTER)가 후지 TV의 구체전망대 사옥에서 개최된다. 입장료는 고등학생 이상은 550엔, 초등학생과 중학생 이하는 300엔이다.

## 음악

### TV 애니메이션
오프닝
〈청춘 살벌론〉(일본어: 青春サツバツ論 세이슌 사츠바츠론[*]) (제1기 1-11화)
노래 - 3학년 E반 노래 (나기사&카야노&카르마&이소가이&마에하라) / 작사 - 하타 아키 / 작곡 - 다나카 코헤이 / 편곡 - 나카무라 히로시
〈자력 본원 레볼루션〉(일본어: 自力本願レボリューション) (제1기 12-22화)
노래 - 3학년 E반 노래 (나기사&카야노&카르마&이소가이&마에하라) / 작사 - 후지바야시 쇼코 / 작곡·편곡 - 나루세 슈헤이
〈QUESTION〉 (제2기 1-14화)
노래 - 3학년 E반 노래 (나기사&카야노&카르마&이소가이&마에하라) / 작사 - 후지바야시 쇼코 / 작곡·편곡 - 혼마 아키미쓰
〈바이 바이 YESTERDAY〉(일본어: バイバイ YESTERDAY) (제2기 15-25화)
노래 - 3학년 E반 노래 (나기사&카야노&카르마&이소가이&마에하라) / 작사 - 후지바야시 쇼코 / 작곡 - 미하라 켄지 / 편곡 - 프레드릭, 혼마 아키미쓰
엔딩곡
〈Hello, shooting-star〉 (제1기)
노래 - moumoon / 작사 - YUKA / 작곡·편곡 - K. MASAKI
〈부서진 달〉(일본어: 欠けた月) (제2기 1-14화)
노래 - 미야와키 시온 / 작사 - 미야와키 시온 / 작곡 - ArmySlick, Emyli / 편곡 - ArmySlick
〈또 너를 만날 수있는 날〉(일본어: また君に会える日) (제2기 15-25화)
노래 - 미야와키 시온 / 작사 - 미야와키 시온 / 작곡 - ArmySlick、Emyli / 편곡 - ArmySlick
〈여행의 노래〉(제2기 24화)
노래-3학년 E반(나기사,반 전원)

## 미디어

### 만화
2012년 7월 2일, 슈에이샤의 《주간 소년 점프》에서 31호부터 매주 연재가 시작되었으며, 2012년 11월 2일에 처음 단행본으로 묶여 출판된 이후 계속해서 발매되고 있다. 2017년 현재 기준으로 총 발행 권수가 21권, 도합 2500만 부를 돌파하였다.
대한민국에서는 학산문화사가 출판을, 서현아가 번역을 맡아 2013년 6월 19일에 1권과 2권의 동시발매를 시작으로 현재까지 10권이 출간되었다.
북미에서는 비즈 미디어가 판권을 수입하여 2014년 12월 2일 첫 발매를 시작으로 영어로 번역된 인쇄판과 디지털판을 동시에 발매하고 있다.

#### 단행본 목록
| 번호                                            | 일본어 출간일    | 일본어 ISBN            | 한국어 출간일    | 한국어 ISBN            |
| ----------------------------------------------- | ---------------- | ---------------------- | ---------------- | ---------------------- |
| 1                                               | 2012년 11월 2일  | ISBN 978-4-08-870596-5 | 2013년 6월 19일  | ISBN 978-8-96-831401-8 |
| 2                                               | 2012년 12월 28일 | ISBN 978-4-08-870604-7 | 2013년 6월 19일  | ISBN 978-8-96-831403-2 |
| 3                                               | 2013년 3월 4일   | ISBN 978-4-08-870633-7 | 2013년 7월 29일  | ISBN 978-8-96-831404-9 |
| 4                                               | 2013년 5월 2일   | ISBN 978-4-08-870667-2 | 2013년 8월 27일  | ISBN 978-8-96-831706-4 |
| 5                                               | 2013년 7월 4일   | ISBN 978-4-08-870769-3 | 2013년 10월 18일 | ISBN 978-8-96-831875-7 |
| 6                                               | 2013년 10월 4일  | ISBN 978-4-08-870821-8 | 2013년 12월 27일 | ISBN 979-1-15-597149-9 |
| 7                                               | 2013년 12월 27일 | ISBN 978-4-08-870854-6 | 2014년 3월 24일  | ISBN 979-1-15-597340-0 |
| 초판 한정으로 특별 OVA 〈수학여행 편〉이 수록됨 |                  |                        |                  |                        |
| 8                                               | 2014년 3월 4일   | ISBN 978-4-08-880028-8 | 2014년 6월 19일  | ISBN 979-1-15-597708-8 |
| 9                                               | 2014년 5월 2일   | ISBN 978-4-08-880059-2 | 2014년 7월 30일  | ISBN 979-1-12-560104-3 |
| 10                                              | 2014년 7월 4일   | ISBN 978-4-08-880137-7 | 2014년 10월 28일 | ISBN 979-1-12-560232-3 |
| 11                                              | 2014년 10월 3일  | ISBN 978-4-08-880194-0 | 2015년 2월 예정  | —                      |
| 12                                              | 2014년 12월 27일 | ISBN 978-4-08-880223-7 | —                | —                      |
| 13                                              | 2015년 3월 4일   | ISBN 978-4-08-880317-3 | -                | —                      |
| 14                                              | 2015년 5월 1일   | ISBN 978-4-08-880354-8 | -                | —                      |
| 15                                              | 2015년 6월 3일   | ISBN 978-4-08-880425-5 | -                | —                      |
| 16                                              | 2015년 10월 3일  | ISBN 978-4-08-880485-9 | -                | —                      |
| 17                                              | 2015년 12월 28일 | ISBN 978-4-08-880581-8 | -                | —                      |
| 18                                              | 2016년 3월 4일   | ISBN 978-4-08-880627-3 | -                | —                      |
| 19                                              | 2016년 4월 4일   | ISBN 978-4-08-880651-8 | -                | —                      |
| 20                                              | 2016년 6월 3일   | ISBN 978-4-08-880686-0 | -                | —                      |
| 21                                              | 2016년 7월 4일   | ISBN 978-4-08-880727-0 | -                | —                      |

### 외전작
〈코로센세Q!〉(일본어: 殺せんせーQ! 고로센세퀘스토[*], KORO TEACHER QUEST)는 2015년 11월호부터 《최강 점프》에서 연재되는 〈암살교실〉을 제재된 만화이다.
일본어판 위키문서의 해당 항목 참조.

### OVA
2013년 7월에 특별 애니메이션화 계획이 발표된 후, 2013년에 열린 《점프 슈퍼 애니메이션 투어 2013》에서 〈수학여행 편〉이 상영되었다. 이후 12월 27일에 단행본 7권 특별판 부속 OVA에 수록되었다.

#### 제작진
- 감독·연출·그림 콘티 - 고토 케이지
- 캐릭터 디자인 - 시바타 카츠키
- 각본 - 아라이 테루, 카나자와 신타로
- 미술 감독 - 아키야마 켄타로
- 촬영 감독 - 하기와라 타케오
- 편집 - 우치다 메구미
- 음향 감독 - 야마다 아키라
- 음악 - 키쿠야 토모키
- 프로듀서 - 아다치 사토시[주 1], 히에다 스스무, 산죠바 카즈마사
- 애니메이션 제작 - 토키와 미도리
- 제작 - 브레인즈 베이스

### 애니메이션
2015년 1월 9일부터 매주 토요일 오전 2시부터 오전 2시 25분까지 후지 TV에서 방송되었다.
대한민국에서는 애니맥스가 대한민국 내 독점 판권을 수입하여 일본 후지 TV와 같은 날 11시 30분부터 방영하였다. 이와 함께 애니맥스 편성국 측은 “2015년 최고의 화제작으로 손꼽히는 '암살교실'은 소년만화의 새로운 장을 여는 기대작”이라 평가하였다.

#### 방영 목록
| #          | 제목                                                                               | 각본          | 방영일          | 주         |
| 1기 시리즈 | 1기 시리즈                                                                         | 1기 시리즈    | 1기 시리즈      | 1기 시리즈 |
| ---------- | ---------------------------------------------------------------------------------- | ------------- | --------------- | ---------- |
| 1          | 〈암살의 시간〉(暗殺の時間 안사츠노 지칸[*])                                       | 우에즈 마코토 | 2015년 1월 10일 |            |
| 2          | 〈야구의 시간〉(野球の時間 야큐노 지칸[*])                                         | 우에즈 마코토 | 2015년 1월 17일 |            |
| 3          | 〈카르마의 시간〉(カルマの時間 카루마노 지칸[*])                                   | 우에즈 마코토 | 2015년 1월 31일 | [ 주 15 ]  |
| 4          | 〈어른의 시간〉(大人の時間 오토나노 지칸[*])                                       | 우에즈 마코토 | 2015년 2월 7일  |            |
| 5          | 〈조회 시간〉(集会の時間 슈카이노 지칸[*])                                         | 우에즈 마코토 | 2015년 2월 14일 |            |
| 6          | 〈테스트 시간〉(テストの時間 테스토노 지칸[*])                                     | 우에즈 마코토 | 2015년 2월 21일 |            |
| 7          | 〈수학여행의 시간·1교시〉(修学旅行の時間・1時間目 슈가쿠료코노 지칸·이치지칸메[*]) | 우에즈 마코토 | 2015년 2월 28일 |            |
| 8          | 〈수학여행의 시간·2교시〉(修学旅行の時間 2時間目 슈가쿠료코노 지칸·니지칸메[*])    | 우에즈 마코토 | 2015년 3월 7일  |            |
| 9          | 〈전학생의 시간〉(転校生の時間 텐코세이노 지칸[*])                                 | 우에즈 마코토 | 2015년 3월 14일 |            |
| 10         | 〈LR의 시간〉(LRの時間 에루아루노 지칸[*])                                         | 우에즈 마코토 | 2015년 3월 21일 |            |
| 11         | 〈전학생의 시간·2교시〉(転校生の時間・2時間目 텐코세이노 지칸·니지칸메[*])         | 우에즈 마코토 | 2015년 3월 28일 |            |
| 12         | 〈구기대회의 시간〉(球技大会の時間 큐기타이카이노 지칸[*])                         | 우에즈 마코토 | 2015년 4월 11일 |            |
| 13         | 〈재능의 시간〉(才能の時間 사이노노 지칸[*])                                       | 우에즈 마코토 | 2015년 4월 18일 |            |
| 14         | 〈비전의 시간〉(ビジョンの時間 비죤노 지칸[*])                                     | 우에즈 마코토 | 2015년 4월 25일 |            |
| 15         | 〈기말의 시간〉(期末の時間 키마츠노 지칸[*])                                       | 우에즈 마코토 | 2015년 5월 2일  |            |
| 16         | 〈종업의 시간·1학기〉(終業の時間・1学期 슈교노노 지칸·이치갓키[*])                 | 우에즈 마코토 | 2015년 5월 9일  |            |
| 17         | 〈섬의 시간〉(島の時間 시마노 지칸[*])                                             | 우에즈 마코토 | 2015년 5월 16일 |            |
| 18         | 〈결행의 시간〉(決行の時間 켓코노 지칸[*])                                         | 우에즈 마코토 | 2015년 5월 23일 |            |
| 19         | 〈복마의 시간〉(伏魔の時間 후쿠마노 지칸[*])                                       | 우에즈 마코토 | 2015년 5월 30일 |            |
| 20         | 〈카르마의 시간・2교시〉(カルマの時間・2時間目 카르마노 지칸・니지칸메[*])         | 우에즈 마코토 | 2015년 6월 6일  |            |
| 21         | 〈타카오카의 시간〉(鷹岡の時間 타카오카노 지칸[*])                                 | 우에즈 마코토 | 2015년 6월 13일 |            |
| 22         | 〈나기사의 시간〉(渚の時間 나기사노 지칸[*])                                       | 우에즈 마코토 | 2015년 6월 20일 |            |
| 2기 시리즈 |                                                                                    |               |                 |            |
| 1          | 〈여름축제의 시간〉(夏祭りの時間 나츠마츠리노 지칸[*])                             | 우에즈 마코토 | 2016년 1월 7일  |            |
| 2          | 〈카에데의 시간〉(カエデの時間 카에데노 지칸[*])                                   | 우에즈 마코토 | 2016년 1월 14일 |            |
| 3          | 〈호리베 이토나의 시간〉(堀部糸成の時間 호리베 이토나노 지칸[*])                   | 우에즈 마코토 | 2016년 1월 21일 |            |
| 4          | 〈엮어내는 시간〉(紡ぐ時間 츠무구 지칸[*])                                         | 우에즈 마코토 | 2016년 1월 28일 |            |
| 5          | 〈리더의 시간〉(リーダーの時間 리다노 지칸[*])                                     | 우에즈 마코토 | 2016년 2월 4일  |            |
| 6          | 〈비포 애프터의 시간〉(ビフォーアフターの時間 비포 애프터노 지칸[*])               | 우에즈 마코토 | 2016년 2월 11일 |            |
| 7          | 〈사신의 시간 전편〉(死神の時間 前編 시니가미노 지칸 젠펜[*])                      | 우에즈 마코토 | 2016년 2월 18일 |            |
| 8          | 〈사신의 시간 후편〉(死神の時間 後編 시니가미노 지칸 코헨[*])                      | 우에즈 마코토 | 2016년 2월 25일 |            |
| 9          | 〈2주차의 시간〉(２周目の時間 니슈메노 지칸[*])                                    | 우에즈 마코토 | 2016년 3월 3일  |            |
| 10         | 〈학원제의 시간〉(学園祭の時間 가쿠엔사이노 지칸[*])                               | 우에즈 마코토 | 2016년 3월 10일 |            |
| 11         | 〈기말의 시간 2교시〉(期末の時間 2時間目 키마츠노 지칸 니지칸메[*])                | 우에즈 마코토 | 2016년 3월 17일 |            |
| 12         | 〈공간의 시간〉(空間の時間 쿠칸노 지칸[*])                                         | 우에즈 마코토 | 2016년 3월 24일 |            |
| 13         | 〈살리는 시간〉(生かす時間 이카스 지칸[*])                                         | 우에즈 마코토 | 2016년 3월 31일 |            |
| 14         | 〈정체의 시간〉(正体の時間 쇼타이노 지칸[*])                                       | 우에즈 마코토 | 2016년 4월 7일  |            |
| 15         | 〈고백의 시간〉(告白の時間 고쿠하쿠노 지칸[*])                                     | 우에즈 마코토 | 2016년 4월 22일 | [ 주 16 ]  |
| 16         | 〈과거의 시간〉(過去の時間 카코노 지칸[*])                                         | 우에즈 마코토 | 2016년 4월 29일 |            |
| 17         | 〈분열의 시간〉(分裂の時間 분레츠노 지칸[*])                                       | 우에즈 마코토 | 2016년 5월 6일  |            |
| 18         | 〈결과의 시간〉(結果の時間 켓카노 지칸[*])                                         | 우에즈 마코토 | 2016년 5월 13일 |            |
| 19         | 〈우주의 시간〉(宇宙の時間 우추노 지칸[*])                                         | 우에즈 마코토 | 2016년 5월 20일 |            |
| 20         | 〈발렌타인의 시간〉(バレンタインの時間 발렌타인노 지칸[*])                         | 우에즈 마코토 | 2016년 5월 27일 |            |
| 21         | 〈신뢰의 시간〉(信頼の時間 신라이노 지칸[*])                                       | 우에즈 마코토 | 2016년 6월 4일  |            |
| 22         | 〈해피 버스데이의 시간〉(ハッピーバースデイの時間 하피 버스데이노 지칸[*])         | 우에즈 마코토 | 2016년 6월 11일 |            |
| 23         | 〈최종보스의 시간〉(ラスボスの時間 라스보스노 지칸[*])                             | 우에즈 마코토 | 2016년 6월 18일 |            |
| 24         | 〈졸업의 시간〉(卒業の時間 소츠교노 지칸[*])                                       | 우에즈 마코토 | 2016년 6월 25일 |            |
| 25         | 〈미래의 시간〉(未来の時間 미라이노 지칸[*])                                       | 우에즈 마코토 | 2016년 7월 1일  |            |

## 같이 보기
- Lerche
- 슈에이샤
- 마츠이 유세이

### 주해
1. 1 2  수석 프로듀서
2. ↑  서브 캐릭터 디자이너
3. ↑  이펙터
4. ↑  색채 설계
5. ↑  대한민국 기준으로 930억 원 정도이다.
6. ↑  일부 매체에서는 살생님 또는 살선생이라고도 불린다.
7. ↑  이 내용은 대한민국 정발판에 해당하며, 원작은 ‘죽일 수 없다’라는 뜻의 殺せん(일본어로 코로라고 발음함)과 ‘선생님’이라는 뜻의 せんせい(일본어로 센세라 발음함)가 합쳐진 殺せんせー(코로센세)라 불린다.
8. ↑  집단으로 암살에 성공하게 될 경우, 총액 300억 엔을 나눠가지게 된다.
9. ↑  “속이 좁다거나 뜨거운 것을 잘 먹지 못한다”같은 암살과 큰 관련이 없어보이는 정보들이지만, 작중 인물들에게 의외로 도움이 된다는 평을 얻는다.
10. ↑  카르마는 전 2학년 A반 담임에게 환멸을 느낀 이후 자신의 마음 속에서 선생님이 죽었다고 생각한다. 이후 6화에서 자신을 구하러 오는 살생님을 사격해 암살하는 것과, 못 본 체하는 살생님을 선생으로서 죽이는 것, 두 가지 상황을 모두 염두에 두고 투신한다.
11. ↑  원작에서는 イケメン으로, 이상적인 남자를 이르는 일본의 속어이다.
12. ↑  절벽 오르기는 학급 아이들에게 전교 1위를 할 것이라는 말을 듣기도 하였다.
13. ↑  일본의 성명에서 한자를 읽는 방법은 법으로 정하지 않으므로 '쟈스티스'로 음독하는 것이 가능하다.
14. ↑  마사요시라는 일본어 단어는 일반적으로 正義로 훈차된다. 닉네임 에피소드에서 부모님이 지어주신 이름에 대한 불만을 노골적으로 표현하지만 살생님의 이야기에 자신감을 얻는다.
15. ↑  일본인 두 명이 IS에 납치되는 사건으로 인해 1월 24일 예정된 편성은 결방되었음. “アニメ「暗殺教室」、放送を見送り　人質事件に配慮” (일본어). 아사히 신문. 2015년 1월 24일. 2015년 1월 24일에 원본 문서에서 보존된 문서. 2015년 1월 24일에 확인함.
16. ↑  구마모토 현의 지진에 따른 수몰 사건으로 인해 4월 15일 예정된 편성은 결방되었음.

### 인용 및 출처
1. ↑  “책 정보 암살 교실 1 (점프 코믹스) (코믹) : 네이버 책”. 號令と共に敎室を滿たす銃聲！?ヶ丘中學校3年E組は生徒全員が先生の命を狙う暗殺敎室。敎師と生徒、標的と暗殺者の異常な日常が始まる――！！→호령과 함께 교실을 메우는 총성!? 가오카 중학교 3학년 2반 학생 전원이 선생님의 목숨을 노리는 암살교실. 교사와 학생, 표적과 암살자의 일상이 시작된다.
2. ↑  마츠이 유세이 (2013). 《암살교실 1 - 암살 시간》. 학산문화사. ISBN 978-4-08-870596-5.
3. 1 2 3 4 5 6 7 8  “映画『暗殺教室』公式サイト” (일본어). 2015년 1월 10일에 원본 문서에서 보존된 문서. 2014년 12월 11일에 확인함.
4. ↑  “「暗殺教室」アニメキャスト発表、殺せんせーは関智一” (일본어). マイナビニュース. 2013년 9월 30일. 2015년 1월 6일에 확인함.
5. ↑  “「暗殺教室」期間限定ショップが、フジテレビ球体展望室で” (일본어). コミックナタリー. 2014년 12월 2일. 2014년 12월 19일에 확인함.
6. ↑  “暗殺教室 ： テレビアニメ＆実写映画化　累計1000万部のジャンプの人気マンガ” (일본어).
7. ↑  “[암살교실 1-2권] 띠지 이벤트 당첨자 발표”. 2013년 8월 5일. 2015년 1월 23일에 확인함. 암살교실 1&2권 동시발행 이벤트에...
8. ↑  “Viz Adds Assassination Classroom, Resident Evil Manga”. 애니메 뉴스 네트워크. 2014년 3월 4일. 2014년 7월 2일에 확인함.
9. ↑  “暗殺教室／1｜ 松井 優征｜ ジャンプコミックス｜BOOKNAVI｜集英社” (일본어). 슈에이샤. 2014년 4월 29일에 확인함.
10. ↑  “암살교실 1”. 학산문화사. 2015년 1월 23일에 확인함.
11. ↑  “暗殺教室／2｜ 松井 優征｜ ジャンプコミックス｜BOOKNAVI｜集英社” (일본어). 슈에이샤. 2014년 4월 29일에 확인함.
12. ↑  “암살교실 2”. 학산문화사. 2015년 1월 23일에 확인함.
13. ↑  “暗殺教室／3｜ 松井 優征｜ ジャンプコミックス｜BOOKNAVI｜集英社” (일본어). 슈에이샤. 2014년 4월 29일에 확인함.
14. ↑  “암살교실 3”. 학산문화사. 2015년 1월 23일에 확인함.
15. ↑  “暗殺教室／4｜ 松井 優征｜ ジャンプコミックス｜BOOKNAVI｜集英社” (일본어). 슈에이샤. 2014년 4월 29일에 확인함.
16. ↑  “암살교실 4”. 학산문화사. 2015년 1월 23일에 확인함.
17. ↑  “暗殺教室／5｜ 松井 優征｜ ジャンプコミックス｜BOOKNAVI｜集英社” (일본어). 슈에이샤. 2014년 4월 29일에 확인함.
18. ↑  “암살교실 5”. 학산문화사. 2015년 1월 23일에 확인함.
19. ↑  “暗殺教室 ／6｜ 松井 優征｜ ジャンプコミックス｜BOOKNAVI｜集英社” (일본어). 슈에이샤. 2014년 4월 29일에 확인함.
20. ↑  “암살교실 6”. 학산문화사. 2015년 1월 23일에 확인함.
21. ↑  “暗殺教室／7｜ 松井 優征｜ ジャンプコミックス｜BOOKNAVI｜集英社” (일본어). 슈에이샤. 2014년 4월 29일에 확인함.
22. ↑  “암살교실 7”. 학산문화사. 2015년 1월 23일에 확인함.
23. ↑  “暗殺教室／8｜ 松井 優征｜ ジャンプコミックス｜BOOKNAVI｜集英社” (일본어). 슈에이샤. 2014년 4월 29일에 확인함.
24. ↑  “암살교실 8”. 학산문화사. 2015년 1월 23일에 확인함.
25. ↑  “暗殺教室／9｜ 松井 優征｜ ジャンプコミックス｜BOOKNAVI｜集英社” (일본어). 슈에이샤. 2014년 4월 29일에 확인함.
26. ↑  “암살교실 9”. 학산문화사. 2015년 1월 23일에 확인함.
27. ↑  “暗殺教室／10｜ 松井 優征｜ ジャンプコミックス｜BOOKNAVI｜集英社” (일본어). 슈에이샤. 2014년 6월 30일에 확인함.
28. ↑  “암살교실 10”. 학산문화사. 2015년 1월 23일에 확인함.
29. ↑  “暗殺教室／11｜ 松井 優征｜ ジャンプコミックス｜BOOKNAVI｜集英社” (일본어). 슈에이샤. 2014년 12월 26일에 확인함.
30. ↑  “暗殺教室／12｜ 松井 優征｜ ジャンプコミックス｜BOOKNAVI｜集英社” (일본어). 슈에이샤. 2014년 12월 26일에 확인함.
31. ↑  “暗殺教室 13” (일본어). 슈에이샤. 2015년 5월 4일에 확인함.
32. ↑  “暗殺教室 14” (일본어). 슈에이샤. 2015년 5월 4일에 확인함.
33. ↑  “暗殺教室 15” (일본어). 슈에이샤. 2015년 6월 25일에 확인함.
34. ↑  “暗殺教室 16” (일본어). 슈에이샤. 2015년 9월 7일에 확인함.
35. ↑  暗殺教室 17 (일본어). 슈에이샤. 2015년 12월 4일에 확인함.
36. ↑  暗殺教室 18 (일본어). 슈에이샤. 2016년 1월 30일에 확인함.
37. ↑  暗殺教室 19 (일본어). 슈에이샤. 2016년 4월 4일에 확인함.
38. ↑  暗殺教室 20 (일본어). 슈에이샤. 2016년 5월 12일에 확인함.
39. ↑  暗殺教室 21 (일본어). 슈에이샤. 2016년 6월 4일에 확인함.
40. ↑  “「暗殺教室」アニメ化、高速で動くヌルヌル触手を映像で” (일본어). コミックナタリー. 2013년 7월 22일. 2014년 12월 7일에 확인함.
41. ↑  “「暗殺教室」7巻、修学旅行編を描いたアニメDVD同梱版も” (일본어). コミックナタリー. 2013년 12월 27일. 2014년 12월 7일에 확인함.
42. ↑  “松井優征「暗殺教室」2015年にTVアニメ＆実写映画化” (일본어). コミックナタリ. 2014년 6월 29일에 확인함.
43. ↑  오제일 (2015년 1월 7일). “애니맥스, 화제 애니메이션 '암살교실' 방송”. 뉴시스. 2015년 4월 28일에 원본 문서에서 보존된 문서. 2015년 1월 10일에 확인함.
44. ↑  김재윤 (2015년 1월 7일). “애니맥스, 소년만화 새로운 강자 ‘암살교실’ 국내 최초 방영”. SBS 연예스포츠. 2015년 1월 10일에 확인함. 애니맥스 편성국의 강주연 국장은 “2015년 최고의 화제작으로 손꼽히는 '암살교실'은 소년만화의 새로운 장을 여는 기대작”이라며…

### 서지

#### 1권 (1화 ~ 7화)
1. ↑  〈1〉. 《암살교실 1》. 10-18쪽.
2. ↑  〈2〉. 《암살교실 1》. 18쪽. 나기사 학생, 선생님은 말이죠, 어느 분과의 약속을 지키기 위해서 선생님이 된 거랍니다.
3. ↑  〈1〉. 《암살교실 1》. 33-34쪽.
4. ↑  〈1〉. 《암살교실 1》. 25-28쪽. 그런 괴물이 기대도 경계도 받지 않고, 인식조차 받지 못하는 사람의 마음은 알지 못할거야.
5. ↑  〈2〉. 《암살교실 1》. 19쪽.
6. ↑  〈6〉. 《암살교실 1》. 12-13쪽.
7. ↑  〈6〉. 《암살교실 1》. 15-18쪽.
8. ↑  〈7〉. 《암살교실 1》. 8쪽.